# Apatura ilia
Apatura ilia (Denis & Schiffermüller, 1775) è un lepidottero appartenente alla famiglia Nymphalidae, molto simile ad Apatura iris.

## Descrizione
Apatura ilia è un lepidottero con un'apertura alare di circa 60–65 mm, di cui si conoscono moltissime sottospecie, tra le quali le più importanti A. i. tipica e A. i. clytie.
È una farfalla che ricorda molto A.iris, dalla quale differisce per la macchia nera orlata di arancione presente sulla faccia superiore dell'ala anteriore.
Il maschio (apertura alare 50–60 mm) possiede una sfumatura blu-violastra metallica sulla faccia superiore, dovuta a scaglie iridescenti che cambiano colore a seconda dell'inclinazione di queste.
Lo stesso non si può dire della femmina, che invece ha colori più pallidi, è priva dei riflessi ed è più grande.
La faccia inferiore assomiglia anch'essa a quella della iris, ma i disegni sono molto meno definiti e con colori più chiari.
Il bruco possiede un colorito verde con bande gialle e brune ed è riconoscibile dai due corni prominenti sul capo.

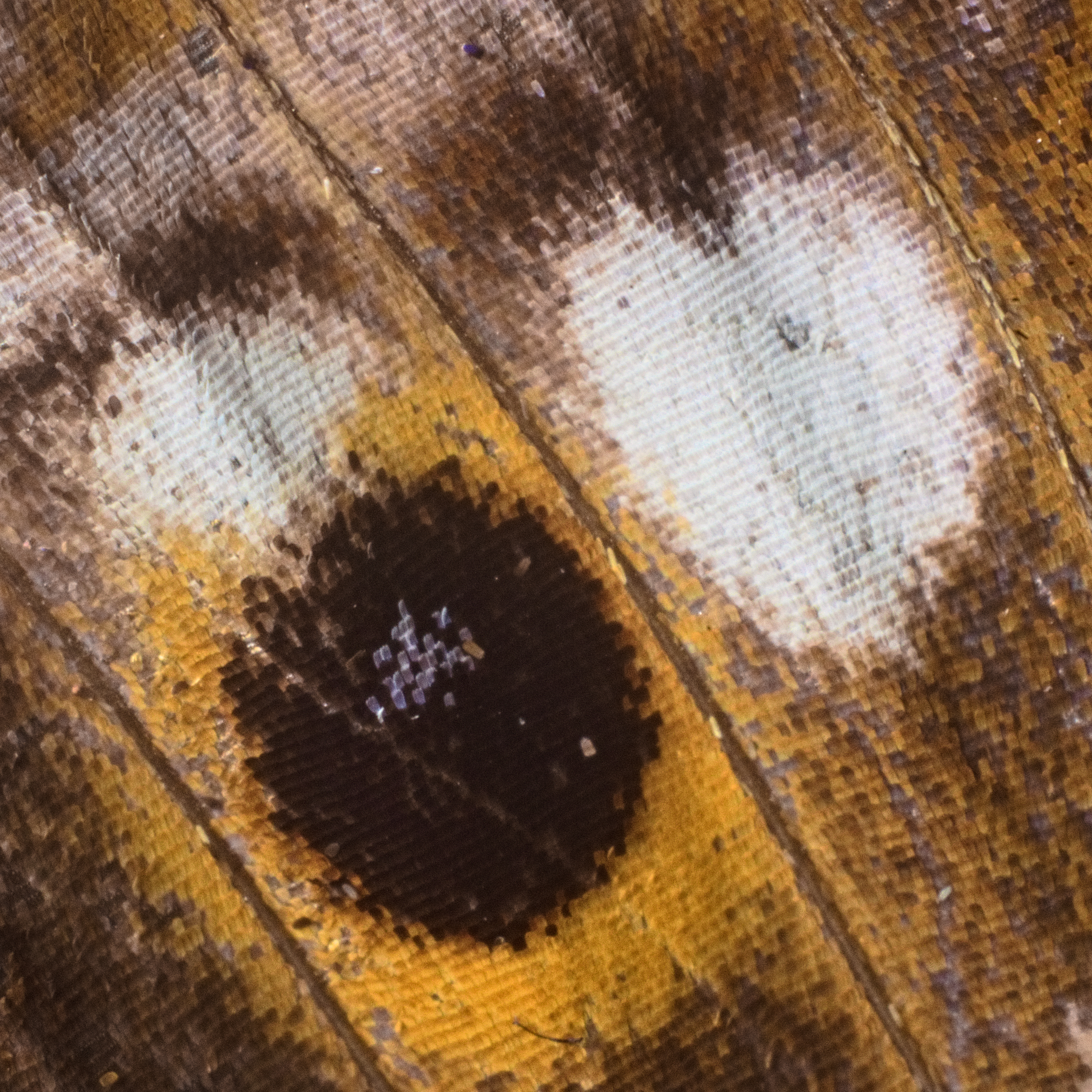
Scaglie sulle ali di Apatura ilia
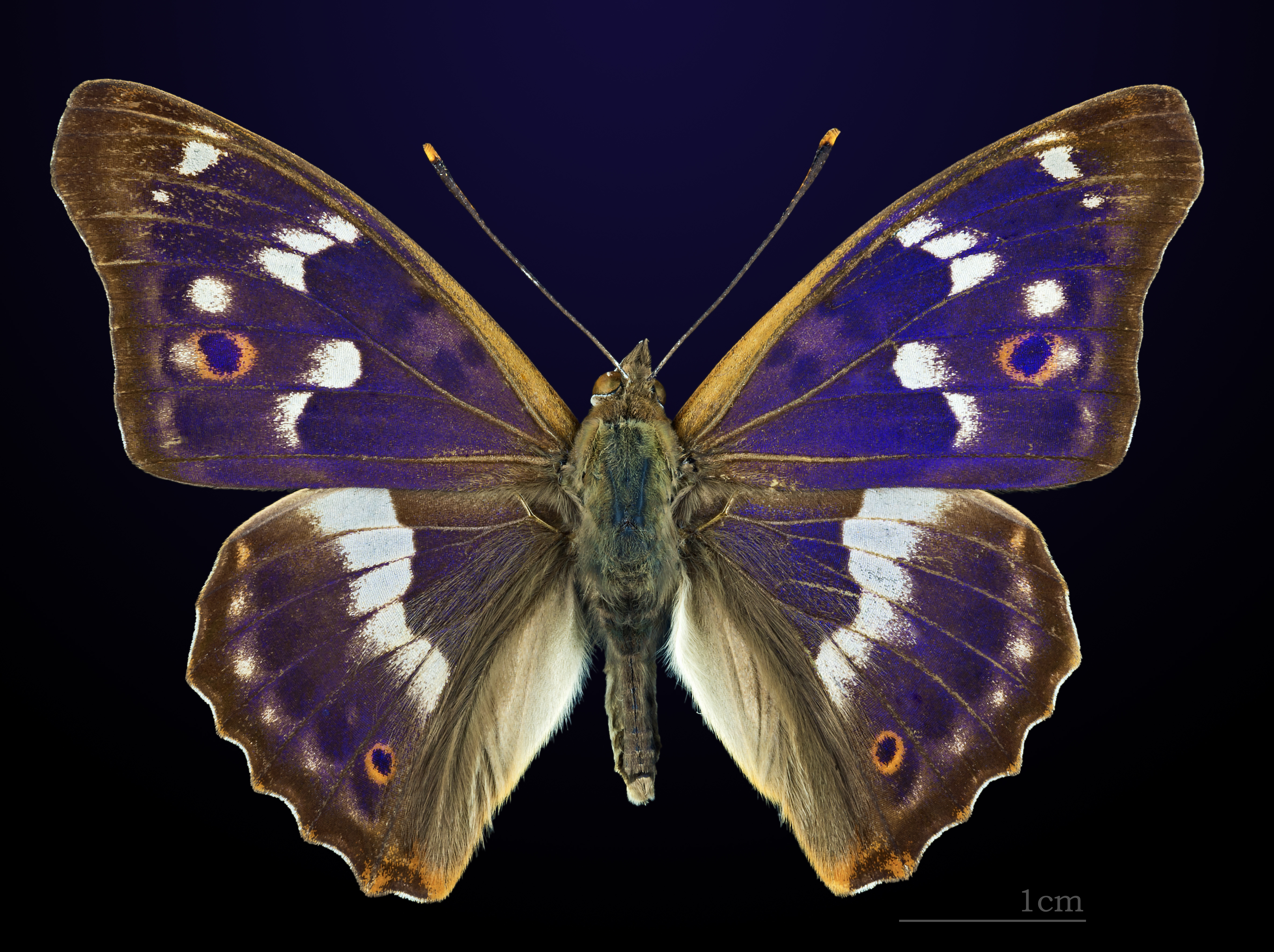
♂ Apatura ilia
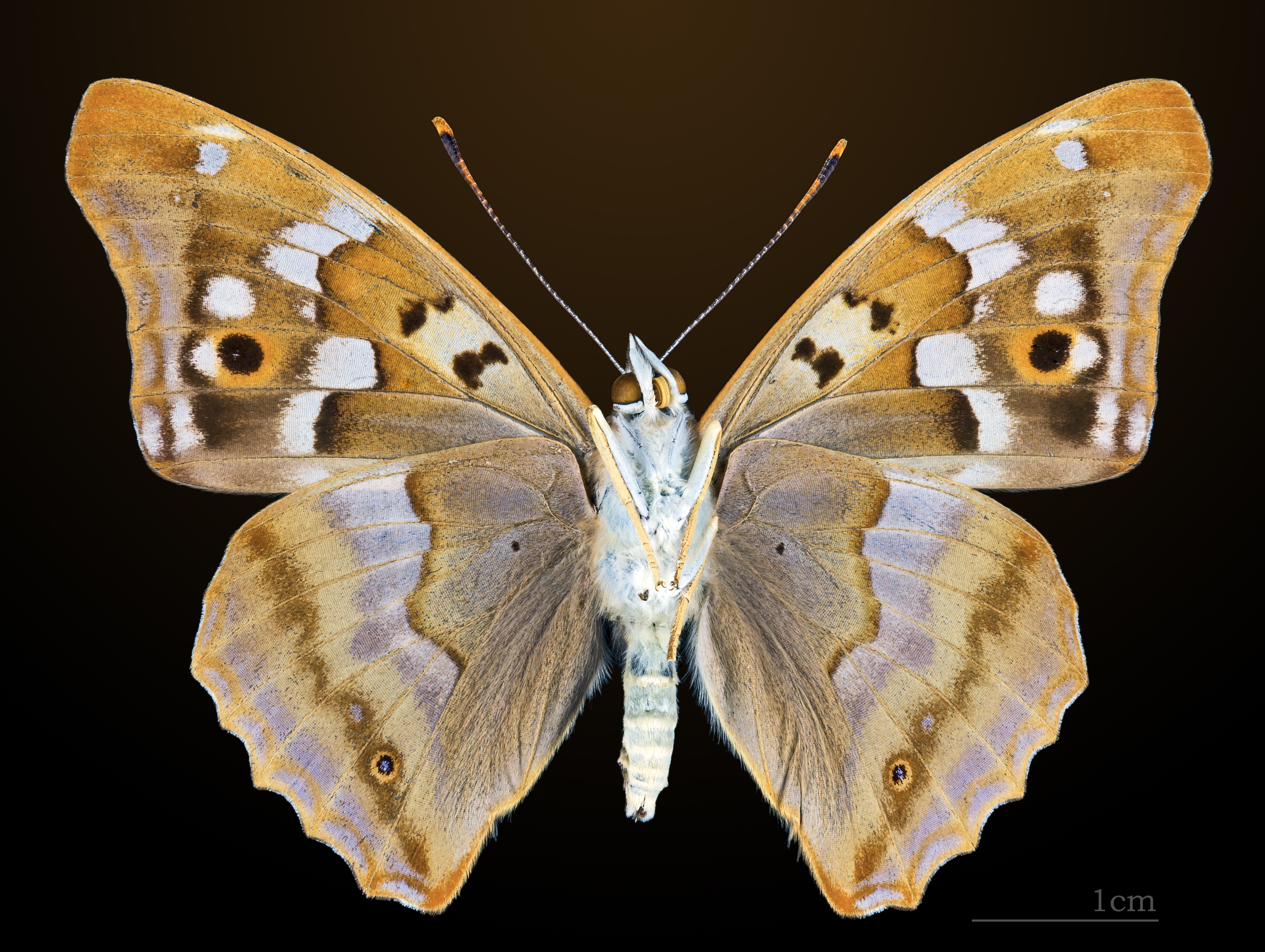
♂ △ Apatura ilia

## Biologia
È una specie sciafila (ovvero vive al riparo dalla luce) e per questo motivo gli esemplari della specie sono rinvenibili sulle cime degli alberi.
Questi lepidotteri discendono dalle cime solo quando o devono depositare le uova o devono abbeverarsi tramite un volo potente e rapido.
Gli habitat in cui si può trovare sono boschetti radi o argini di fiumi, laghi e torrenti.
Questa farfalla possiede generalmente due generazioni annuali, con un primo sfarfallamento nel periodo maggio-giugno  e un secondo a agosto-settembre, e il suo bruco si nutre delle foglie di salice viminale, pioppo nero e pioppo tremulo.

## Distribuzione e habitat
La distribuzione della Apatura ilia è paleartica, ovvero si può ritrovare in Europa e nella parte boreale dell'Asia (qualitativamente è diffusa tra la Spagna e il Giappone).
Sebbene la sua diffusione sia vastissima, in Italia è rinvenibile al Nord e in qualche parte del Centro.